# PRIDE.15
PRIDE.15（プライド・フィフティーン）は、日本の総合格闘技イベント「PRIDE」の大会の一つ。2001年7月29日、埼玉県さいたま市のさいたまスーパーアリーナで開催された。海外PPVでの大会名は「PRIDE 15: Raging Rumble」。

## 大会概要
クイントン・"ランペイジ"・ジャクソンがPRIDE初参戦。桜庭和志に敗れるもそのパワーを見せつける。また今大会でアントニオ・ホドリゴ・ノゲイラがPRIDEに初参戦し、「PRIDEの番人」ゲーリー・グッドリッジに何もさせずに勝利し、PRIDE白星デビューを飾った。他にヒース・ヒーリングが「霊長類ヒト科最強」マーク・ケアーをTKOで破った
メインイベントでは石澤常光がPRIDE.10で敗れたハイアン・グレイシーへのリベンジマッチに挑み、ハイアンをKOで下しリベンジを果たした。

## 試合結果
第1試合 PRIDEルール 1R10分、2R・3R5分
○  アスエリオ・シウバ vs.  ヴァレンタイン・オーフレイム ×
1R 2:47 ヒールホールド
第2試合 PRIDEルール 1R10分、2R・3R5分
○  ヴァリッジ・イズマイウ vs.  大山峻護 ×
2R 4:44 TKO（レフェリーストップ：肩固め）
第3試合 PRIDEルール 1R10分、2R・3R5分
○  エベンゼール・フォンテス・ブラガ vs.  松井大二郎 ×
3R終了 判定3-0
第4試合 PRIDEルール 1R10分、2R・3R5分
○  イゴール・ボブチャンチン vs.  佐竹雅昭 ×
3R終了 判定3-0
第5試合 PRIDEルール 1R10分、2R・3R5分
○  ヒース・ヒーリング vs.  マーク・ケアー ×
2R 4:56 TKO（レフェリーストップ：グラウンドの膝蹴り）
第6試合 PRIDEルール 1R10分、2R・3R5分
○  アントニオ・ホドリゴ・ノゲイラ vs.  ゲーリー・グッドリッジ ×
1R 2:37 三角絞め
第7試合 PRIDEルール 1R10分、2R・3R5分
○  桜庭和志 vs.  クイントン・"ランペイジ"・ジャクソン ×
1R 5:41 スリーパーホールド
第8試合 PRIDEルール 1R10分、2R・3R5分
○  石澤常光 vs.  ハイアン・グレイシー ×
1R 4:51 KO（脇腹の負傷）